# Partido Institucional Democrático
El Partido Institucional Democrático (PID) fue un partido político de Guatemala que existió de 1963 a 1996 y estuvo en el poder durante la década de 1970.

## Historia
El PID fue fundado en 1963 por el presidente de Guatemala general Enrique Peralta Azurdia después de haber tomado el poder en un golpe de Estado. Un partido de centro-derecha, se inspiró en el mexicano Partido Revolucionario Institucional. Desde el principio, el partido estuvo dominado por la élite militar del país. A pesar de esto, el partido mantuvo vínculos estrechos con partidos civiles individuales durante su existencia, y sus aliados civiles a menudo los superaban en número en la Asamblea.
El PID participó por primera vez en las elecciones generales de 1966 cuando el líder del Partido Revolucionario, Mario Méndez Montenegro, acordó apoyar al PID. Sin embargo, murió poco antes de la votación y su hermano Julio César Méndez Montenegro tomó el relevo. Partidario de la reforma, se separó del PID y ganó las elecciones por abrumadora mayoría. Sin embargo, su presidencia se vio afectada por la violencia del Movimiento de Liberación Nacional (MLN) de extrema derecha y el PID formó una alianza con este grupo para las elecciones de 1970, lo que resultó en el triunfo de su candidato Carlos Manuel Arana Osorio.
En las elecciones generales de 1974 fueron nuevamente apoyados por el MLN y su candidato conjunto Kjell Eugenio Laugerud García aseguró la Presidencia. Sin embargo, en esta elección aparecieron divisiones en el PID, ya que los tres candidatos eran oficiales militares destacados de los que se esperaba que apoyaran al partido. Estos se agudizaron después del terremoto de Guatemala de 1976 en un momento en que Laugerud estaba involucrado en una disputa con Arana Osorio por el control del Comité de Reconstrucción Nacional. En última instancia, Laugerud bloqueó la actividad de Arana Osorio al llevar a juicio a uno de sus colaboradores más cercanos por organizar escuadrones de la muerte, a pesar de que Laugerud había estado involucrado en la misma práctica.
En las elecciones generales de 1978 el PID se alineó con el Partido Revolucionario para asegurar la elección de Fernando Romeo Lucas García. Sin embargo, después de esta victoria, las divisiones internas dentro del partido continuaron escalando, mientras que desde el exterior la comunidad empresarial comenzó a crecer a medida que se hacían más críticas, particularmente sobre el tema de los operativos del PID que usaban sus posiciones para enriquecerse. Cuando salieron a la luz los planes de amañar las próximas elecciones de 1982 para el candidato del PID, la oposición militar actuó derrocando a Lucas García e instalando como presidente a Efraín Ríos Montt. Como resultado, una nueva generación de oficiales jóvenes reemplazó a los antiguos y el PID no continuó en el gobierno después del golpe.
El partido ganó cinco escaños en las elecciones a la Asamblea Constituyente en 1984. Para las elecciones de 1985, el PID y el MLN renovaron su alianza y respaldaron a Mario Sandoval Alarcón como candidato presidencial, terminando en cuarto lugar en la carrera presidencial y convirtiéndose en el tercer bloque más grande en el Congreso.
Un grupo del PID se fusionó en 1990 con el Frente Republicano Guatemalteco (FRG) y el Frente de Unidad Nacional para presentarse a las elecciones de ese año como una coalición, aunque esta alianza rápidamente quedó dominada por el FRG.
En 1995 el partido hace de nuevo la alianza con el FUN,postulando a Héctor Gramajo como su candidato presidencial obteniendo el 1.17% de los votos y ninguna representación en el congreso pero ganando 2 alcaldías por lo que el 12 de enero de 1996 el partido fue cancelado.